# Europees kampioenschap voetbal vrouwen 2005
Het Europees kampioenschap voetbal vrouwen 2005 was een voetbaltoernooi gehouden in Engeland tussen 5 tot en met 19 juni 2005. Alle wedstrijden werden gespeeld in Lancashire.
Het toernooi begon met de groepsfase. De acht landen werden verdeeld over twee groepen van vier. De nummers één en twee gingen door naar de halve finales.

## Gekwalificeerde teams

### Groep A
- Denemarken
- Engeland
- Finland
- Zweden

### Groep B
- Duitsland
- Frankrijk
- Italië
- Noorwegen

## Groepsfase

### Groep A
| Land       | Wed | Win | Gel | Ver | DV | DT | +/– | Pnt |
| ---------- | --- | --- | --- | --- | -- | -- | --- | --- |
| Zweden     | 3   | 1   | 2   | 0   | 2  | 1  | 1   | 5   |
| Finland    | 3   | 1   | 1   | 1   | 4  | 4  | 0   | 4   |
| Denemarken | 3   | 1   | 1   | 1   | 4  | 4  | 0   | 4   |
| Engeland   | 3   | 1   | 0   | 2   | 4  | 5  | –1  | 3   |

|        |                     |                    |                       |                                                                                 |
| 5 juni | Zweden              | 1 – 1              | Denemarken            | Bloomfield Road, Blackpool Toeschouwers: 3.231 Scheidsrechter: Kari Seitz (USA) |
| 5 juni | Hanna Ljungberg 21' | Verslag[dode link] | 29' Johanna Rasmussen | Bloomfield Road, Blackpool Toeschouwers: 3.231 Scheidsrechter: Kari Seitz (USA) |

|        |                                                              |                    |                                           | |
| 5 juni | Engeland                                                     | 3 – 2              | Finland                                   | City of Manchester Stadium, Manchester Toeschouwers: 29.092 Scheidsrechter: Gyöngyi Gaál (Hongarije) |
| 5 juni | Sanna Valkonen 18' (e.d.) Amanda Barr 40' Karen Carney 90+1' | Verslag[dode link] | 56' Anna-Kaisa Rantanen 88' Laura Kalmari | City of Manchester Stadium, Manchester Toeschouwers: 29.092 Scheidsrechter: Gyöngyi Gaál (Hongarije) |

|        |                          |                    |                                           |                                                                                            |
| 8 juni | Engeland                 | 1 – 2              | Denemarken                                | Ewood Park, Blackburn Toeschouwers: 14.695 Scheidsrechter: Alexandra Ihringová (Slowakije) |
| 8 juni | Fara Williams 52' (pen.) | Verslag[dode link] | 80' Merete Pedersen 88' Cathrine Sørensen | Ewood Park, Blackburn Toeschouwers: 14.695 Scheidsrechter: Alexandra Ihringová (Slowakije) |

|        |                    |       |         |                                                                                          |
| 8 juni | Zweden             | 0 – 0 | Finland | Bloomfield Road, Blackpool Toeschouwers: 1.491 Scheidsrechter: Dagmar Damková (Tsjechië) |
| 8 juni | Verslag[dode link] |       |         | Bloomfield Road, Blackpool Toeschouwers: 1.491 Scheidsrechter: Dagmar Damková (Tsjechië) |

|         |          |                    |                  |                                                                                          |
| 11 juni | Engeland | 0 – 1              | Zweden           | Ewood Park, Blackburn Toeschouwers: 25.694 Scheidsrechter: Nicole Petignat (Zwitserland) |
| 11 juni |          | Verslag[dode link] | 3' Anna Sjöström | Ewood Park, Blackburn Toeschouwers: 25.694 Scheidsrechter: Nicole Petignat (Zwitserland) |

|         |                                   |                    |                       |                                                                                                |
| 11 juni | Finland                           | 2 – 1              | Denemarken            | Bloomfield Road, Blackpool Toeschouwers: 2.500 Scheidsrechter: Alexandra Ihringová (Slowakije) |
| 11 juni | Laura Kalmari 6' Heidi Kackur 16' | Verslag[dode link] | 45' Cathrine Sørensen | Bloomfield Road, Blackpool Toeschouwers: 2.500 Scheidsrechter: Alexandra Ihringová (Slowakije) |

N.B.= Finland en Denemarken eindigden gelijk. Finland ging door door een beter onderling resultaat.

### Groep B
| Land      | Wed | Win | Gel | Ver | DV | DT | +/– | Pnt |
| --------- | --- | --- | --- | --- | -- | -- | --- | --- |
| Duitsland | 3   | 3   | 0   | 0   | 8  | 0  | +8  | 9   |
| Noorwegen | 3   | 1   | 1   | 1   | 6  | 5  | +1  | 4   |
| Frankrijk | 3   | 1   | 1   | 1   | 4  | 5  | –1  | 4   |
| Italië    | 3   | 0   | 0   | 3   | 4  | 12 | –8  | 0   |

|        |                   |                    |           |                                                                                  |
| 6 juni | Duitsland         | 1 – 0              | Noorwegen | Halliwell Jones Stadium, Warrington Toeschouwers: 1.600 Scheidsrechter: Petignat |
| 6 juni | Conny Pohlers 61' | Verslag[dode link] |           | Halliwell Jones Stadium, Warrington Toeschouwers: 1.600 Scheidsrechter: Petignat |

|        |                                                           |                    |                     |                                                          |
| 6 juni | Frankrijk                                                 | 3 – 1              | Italië              | Deepdale, Preston Toeschouwers: 957 Scheidsrechter: Toms |
| 6 juni | Hoda Lattaf 16' Marinette Pichon 20' Marinette Pichon 30' | Verslag[dode link] | 83' Sara Di Filippo | Deepdale, Preston Toeschouwers: 957 Scheidsrechter: Toms |

|        |                                                                        |                    |        |                                                             |
| 9 juni | Duitsland                                                              | 4 – 0              | Italië | Deepdale, Preston Toeschouwers: 1.279 Scheidsrechter: Seitz |
| 9 juni | Birgit Prinz 11' Conny Pohlers 18' Stephanie Jones 55' Anja Mittag 74' | Verslag[dode link] |        | Deepdale, Preston Toeschouwers: 1.279 Scheidsrechter: Seitz |

|        |                       |                    |                              |                                                                              |
| 9 juni | Noorwegen             | 1 – 1              | Frankrijk                    | Halliwell Jones Stadium, Warrington Toeschouwers: 3.263 Scheidsrechter: Gaál |
| 9 juni | Isabell Herlovsen 66' | Verslag[dode link] | 20' Stéphanie Mugneret-Béghé | Halliwell Jones Stadium, Warrington Toeschouwers: 3.263 Scheidsrechter: Gaál |

|         |           |                    |                                                           |                                                                                 |
| 12 juni | Frankrijk | 0 – 3              | Duitsland                                                 | Halliwell Jones Stadium, Warrington Toeschouwers: 3.835 Scheidsrechter: Ionescu |
| 12 juni |           | Verslag[dode link] | 72' Inka Grings 77' (pk) Renate Lingor 83' Sandra Minnert | Halliwell Jones Stadium, Warrington Toeschouwers: 3.835 Scheidsrechter: Ionescu |

|         | |                    |                                                                  |                                                               |
| 11 juni | Noorwegen                                                                                             | 5 – 3              | Italië                                                           | Deepdale, Preston Toeschouwers: 1.154 Scheidsrechter: Damková |
| 11 juni | Lise Klaveness 7' Heidi Christensen 29' Solveig Gulbrandsen 35' Dagny Mellgren 44' Lise Klaveness 57' | Verslag[dode link] | 8' Melania Gabbiadini 53' Melania Gabbiadini 69' Elisa Camporese | Deepdale, Preston Toeschouwers: 1.154 Scheidsrechter: Damková |

## Halve finales
|         |                                                                   |                    |                    |                                                                                 |
| 15 juni | Duitsland                                                         | 4 – 1              | Finland            | Deepdale, Preston Toeschouwers: 2.785 Scheidsrechter: Dagmar Damková (Tsjechië) |
| 15 juni | Inka Grings 12' Conny Pohlers 8' Inka Grings 12' Birgit Prinz 62' | Verslag[dode link] | 15' Minna Mustonen | Deepdale, Preston Toeschouwers: 2.785 Scheidsrechter: Dagmar Damková (Tsjechië) |

|         |                                         |                    |                                                                        |                                                                                          |
| 16 juni | Zweden                                  | 2 – 3 n.v.         | Noorwegen                                                              | Halliwell Jones Stadium, Warrington Toeschouwers: 5.722 Scheidsrechter: Kari Seitz (USA) |
| 16 juni | Hanna Ljungberg 43' Hanna Ljungberg 89' | Verslag[dode link] | 41' Solveig Gulbrandsen 65' Isabell Herlovsen 109' Solveig Gulbrandsen | Halliwell Jones Stadium, Warrington Toeschouwers: 5.722 Scheidsrechter: Kari Seitz (USA) |

## Finale
|         |                                                    |                    |                    |                                                                                            |
| 19 juni | Duitsland                                          | 3 – 1              | Noorwegen          | Blackburn, Ewood Park Toeschouwers: 21.105 Scheidsrechter: Alexandra Ihringová (Slowakije) |
| 19 juni | Inka Grings 21' Renate Lingor 24' Birgit Prinz 63' | Verslag[dode link] | 41' Dagny Mellgren | Blackburn, Ewood Park Toeschouwers: 21.105 Scheidsrechter: Alexandra Ihringová (Slowakije) |

| UEFA Europees kampioenschap vrouwenvoetbal Winnaar 2005 |
| ------------------------------------------------------- |
|                                                         |
| DUITSLAND 6e titel                                      |

## Topscorers
4 goals
- Inka Grings

3 goals
- Solveig Gulbrandsen
- Hanna Ljungberg
- Conny Pohlers
- Birgit Prinz

## Best scorende teams
15 goals
- Duitsland

10 goals
- Noorwegen